# Adriano Tilgher (politico)
Adriano Tilgher (Taranto, 1º ottobre 1947) è un politico italiano. Appartenente ad Avanguardia Nazionale, fu molto vicino a Stefano Delle Chiaie, con cui scrisse anche un libro. Secondo la stessa ammissione di Thilger, cellule del gruppo neofascista parteciparono al Golpe Borghese.

## Biografia

### Avanguardia Nazionale

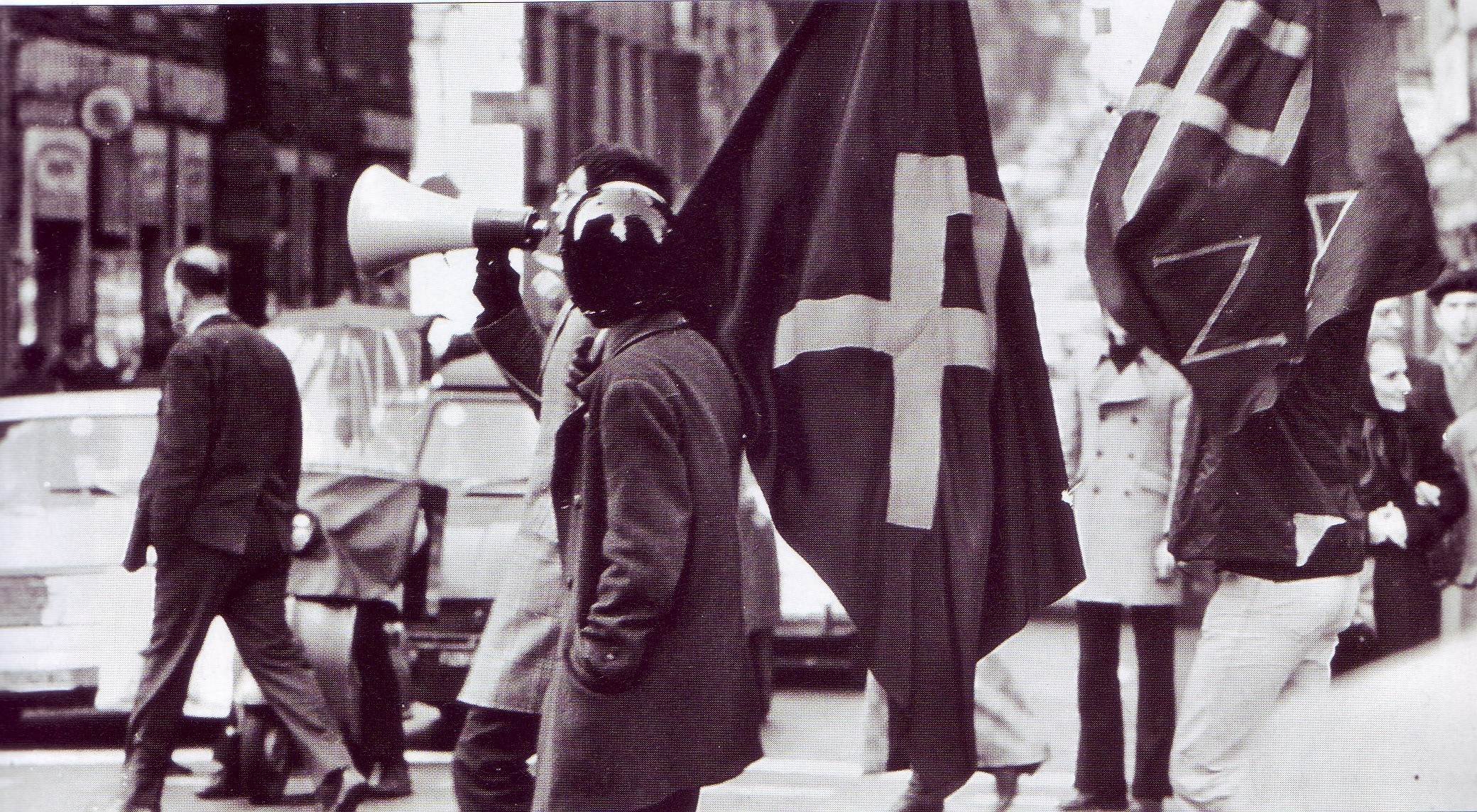
Militanti di Avanguardia Nazionale a Roma

Figlio di Mario Tilgher, aderente alla P2 e pronipote del filosofo Adriano Tilgher firmatario del Manifesto degli intellettuali antifascisti, il suo primo impegno politico risale al 1966, anno in cui viene eletto consigliere tra le file del FUAN dell'ateneo dell'Università di Roma "La Sapienza". Il 16 aprile 1968 si recò in viaggio in Grecia insieme ad altri militanti di Avanguardia Nazionale e del FUAN-Caravella in occasione dell'anniversario della presa del potere dei colonnelli. Avanguardia Nazionale fu costituita nel 1970, inizialmente sotto la guida di Sandro Pisano, poi di Adriano Tilgher.
Secondo Adriano Tilgher la notte del Golpe Borghese alcuni avanguardisti parteciparono al colpo di Stato(o in ipotesi all'azione dimostrativa per cui era stato progettato) e riuscirono a penetrare nel Viminale, rimasero poi nascosti nei bagni ed attesero la chiusura degli uffici. A quel punto avevano aperto le porte e avevano fatto penetrare all'interno un nucleo più consistente giunto dal Quadraro che era stato rifornito con MAB 38. Ma a quel punto un contrordine fece fallire l'operazione.
Il 5 giugno 1976 il tribunale di Roma condannò gran parte dei dirigenti e degli attivisti di Avanguardia Nazionale per ricostituzione del disciolto partito fascista. Adriano Tilgher in tribunale tentò di scagionare gli attivisti argomentando che la maggior parte delle sezioni di AN erano chiuse da più di un anno e che gli unici militanti ancora attivi erano lui stesso, Delle Chiaie, Cesare Perri e Stefano Migrone. Dei sessantaquattro indagati trentuno furono condannati a pene inferiori a quelle richieste dal pubblico ministero e gli altri assolti. Tilgher fu condannato a una lieve pena detentiva ma immediatamente scarcerato insieme a quasi tutti gli altri attivisti.
Il 7 giugno 1976 Tilgher, dopo aver convocato una conferenza stampa, sciolse il movimento anticipando la decisione del Ministero dell'interno che pose Avanguardia Nazionale fuori legge il giorno seguente.

### Gli anni seguenti
Inquisito per la strage dell'Italicus e la strage di Bologna, viene ancora arrestato nel 1982. Sarà libero nel 1988, assolto con formula piena dalle varie accuse; successivamente è stato risarcito dallo Stato per ingiusta detenzione. La Corte di cassazione, nell'assolverlo, ha definito "mere congetture" le accuse a suo carico. Nel 1990 fonda la Lega Nazionalpopolare, che diventerà in seguito Alternativa Nazional-Popolare. Nel 1995, Tilgher decide di aderire al nuovo movimento della Fiamma Tricolore, dal quale viene espulso nel 1997, colpevole di aver riunito un'assemblea autoconvocata d'iscritti e dirigenti senza il "placet" del segretario nazionale Pino Rauti allo scopo di far schierare il movimento contro il trattato di Maastricht e contro il dipietrismo emergente.

### Fronte Nazionale e adesione a La Destra
È stato fondatore e segretario nazionale del partito politico Fronte Nazionale (che qualche anno fu ribattezzato Fronte Sociale Nazionale). Nel 2004 il partito ha aderito alla coalizione di Alternativa Sociale con Alessandra Mussolini, uscendone però nel 2007. Alle elezioni politiche del 2008 Tilgher ha dichiarato il proprio sostegno al partito La Destra di Storace e Buontempo, stabilendovi un patto federativo che avrebbe poi portato alla totale confluenza degli iscritti del Fronte Nazionale nel partito di Storace. È stato fino al 2011 responsabile del dipartimento programma del partito La Destra. Nell'estate del 2010 venne nominato da Storace commissario regionale per la Toscana, di cui divenne ufficialmente segretario dopo il congresso regionale del 30 ottobre 2011. In occasione delle elezioni politiche del 2013 si è candidato alla Camera dei deputati, nella circoscrizione Toscana, come terzo in lista, dietro a Francesco Storace e Livio Proietti.

### Ripresa delle attivitàfrontiste
Nel 2013 Tilgher è uscito da La Destra, deluso dalla mancata sterzata "sociale" del partito nel giugno dello stesso anno e si è riattivato nel Fronte Nazionale, che è tornato a essere un partito autonomo.

## Opere
- Un meccanismo diabolico. Stragi, servizi segreti, magistrati (con Stefano Delle Chiaie), Roma, Ed. Publicondor, 1984
- La Mia Avanguardia, AVATAR Edizioni, 2019
- Complotti di Stato. Avanguardia Nazionale tra Storia e processi, Passaggio al Bosco, 2025